# مجزرة عائلة أبو حامدة
مجزرة عائلة أبو حامدة هي مجزرة ارتكبها سلاح جوّ الاحتلال الإسرائيلي خلال الحرب الفلسطينية الإسرائيلية 2023-2024. استهدفت هذه المجزرة منازل لعائلة أبو حامدة بمنطقة الحدبة في في مخيم البريج. هذه المجزرة من ضمن عدة مجازر وقعت خلال الحرب الفلسطينية الإسرائيلية 2023-2024. تسبّبت هذه المجزرة الإسرائيليّة والتي استهدفت منازل عائلة أبو حامدة إلى استشهاد 26 شهيدًا وجميعهم من عائلة واحدة.

## خلفية الحدث
في ساعاتِ الصباح الأولى من يوم السابع من أكتوبر 2023 أطلقت حركة المقاومة الإسلامية حماس عبر ذراعها العسكري كتائب الشهيد عز الدين القسام عملية طوفان الأقصى وذلك ردًا على الاعتداءات الإسرائيلية وتدنيس الأقصى والاستمرار في الاستيطان، كما أكّد على ذلك محمد الضيف القائد العام للقسّام الذي أعطى إشارة انطلاق العمليّة التي شهدت اقتحامًا من المقاومين لمستوطنات غلاف غزة ونجحوا في قتلِ عدد كبيرٍ من الجنود الإسرائيلين، وأسر عشرات آخرين كما استطاعوا خلال ساعات قطع عشرات الكيلومترات ووصلوا لمستوطنات أبعد من تلك المحيطة والقريبة من قطاع غزة.
الرد الإسرائيلي على هذه العمليّة جاء من خلال شنّ سلاح الجو الإسرائيلي عشرات الغارات العشوائيّة على القطاع متسبّبة في مقتل عشرات المدنيين وتدمير البنية التحتية لمدن القطاع، ليصل حد فرض إغلاق شامل وقطع متعمد لكل الخدمات من ماء وكهرباء وغاز، وهو ما هدَّد حياة أكثر من مليونَي فلسطيني يعيشُ داخل القطاع الذي يُعاني أصلًا من تبعات الحصار الخانق عليهم منذ ستة عشر عاماً.
وفي مساء يوم 27 أكتوبر/تشرين الأول، أعلن جيش الاحتلال الإسرائيلي بدء الهجوم بري على قطاع غزة من خلال بدء التوغل في بلدة بيت حانون ومخيم البريج. حدث الهجوم وسط سلسلة من الغارات الجوية الإسرائيلية واسعة النطاق التي أدت إلى قطع الاتصالات المتنقلة والوصول إلى الإنترنت في غزة.
وبتاريخ 24 نوفمبر 2023 تم وقف إطلاق النار بين المقاومة الفلسطينية وإسرائيل، وهو وقف إطلاق نار مؤقت جرى في الحرب الدائرة بين فصائل المقاومة الفلسطينية في غزة وإسرائيل. وبتاريخ 2 ديسمبر انتهت الهدنة، وخلال ساعات إنتهاء الهدنة الأولى قام سلاح الطيران الإسرائيلي بشن هجمات صاروخية مكثفة على كافة أنحاء القطاع مع التركيز على المنطقة الجنوبية لقطاع غزة.

## الضحايا
1. إبراهيم أبو حامدة
2. أم عماد أبو حامدة
3. علاء إبراهيم أبو حامدة
4. أم ضياء أبو حامدة
5. ريهام علاء إبراهيم أبو حامدة
6. مصعب علاء إبراهيم أبو حامدة
7. عدي علاء إبراهيم أبو حامدة
8. ضياء علاء إبراهيم أبو حامدة
9. دانا إياد أبو حامدة
10. بانا ضياء أبو حامدة
11. فادي علاء إبراهيم أبو حامدة
12. إسلام أبو حامدة
13. معاذ فادي علاء أبو حامدة
14. علاء فادي علاء أبو حامدة
15. شام شادي علاء أبو حامدة
16. أسماء أبو حامدة
17. سمر محمد أبو حامدة
18. حمزة ماهر إبراهيم أبو حامدة
19. ابراهيم ماهر إبراهيم أبو حامدة
20. مالك ماهر إبراهيم أبو حامدة
21. تالا ماهر إبراهيم أبو حامدة
22. لارا ماهر إبراهيم أبو حامدة
23. إياد إبراهيم أبو حامدة
24. أم عاهد أبو حامدة
25. عاهد إياد إبراهيم أبو حامدة
26. ميار إياد إبراهيم أبو حامدة